# Mykola Chvyljovyj
Mykola Chvyljovyj (ukrajinsky: Микола Хвильовий), rodným jménem Mykola Fitiljov (13. prosince 1893, Trosťanec – 13. května 1933, Charkov) byl ukrajinský spisovatel. Bývá řazen k tzv. popravenému obrození, byť nebyl zatčen ani popraven v rámci stalinských represí, ale po zatčení některých svých přátel raději spáchal sebevraždu.

## Život
Jeho otec byl ruský dělník a matka ukrajinská učitelka. Začal studovat na gymnáziu v Ochtyrce, ale musel školu opustit kvůli členství v tzv. Ukrajinském revolučním kruhu. Přešel na gymnázium v Bohoduchivu, ale znovu byl vyloučen, pro styk se socialisty. Poté pracoval jako zámečník a v kanceláři obecního zastupitelstva obce Rublivky.
V roce 1916 narukoval na frontu první světové války. Válečná zkušenost a občanská válka z něj učinily přesvědčeného bolševika. V čele povstaleckého oddílu, který zorganizoval koncem roku 1918 v Charkovské oblasti, bojoval proti vojskům Skoropadského Ukrajinského státu, Němcům, bělogvardějcům Michaila Drozdovského i armádě Ukrajinské lidové republiky. V roce 1919 vstoupil do Komunistické strany Ukrajiny. Ve stejném roce se stal náčelníkem Čeky (tajné policie) v Bohoduchivu. Toho roku se i oženil, s učitelkou Katerynou Hašenkovou. Porodila vzápětí dceru Iraidu, ale manželství se rychle rozpadlo.
V roce 1921 se přestěhoval do Charkova. Pracoval jako zámečník, oženil se s Julií Umancevovou, která měla dceru z prvního manželství (již přijal za svou) a hlavně se spojil s okruhem spisovatelů kolem Vasyla Ellana-Blakytného. V roce 1921 sepsal s Volodymyrem Sosjurou a Maikem Johansenem literární manifest „Naše poselství ukrajinským dělníkům a ukrajinským proletářským umělcům“. Ve stejném roce vyšla jeho báseň V elektrychnyi vik (V elektrickém věku) a básnická sbírka Molodist (Mládí). V roce 1923 se podílel na založení literární skupiny Hart. V roce 1926 patřil k zakladatelům skupiny VAPLITE (a stal se jejím místopředsedou), v roce 1930 skupiny Prolitfront. VAPLITE vedl Mychajlo Jalovyj. S ním se Chvyljovyj velmi sblížil. Některé zdroje uvádějí, že roku 1925 navštívil Prahu.
Od roku 1922 se začal více věnovat psaní prózy. Jeho první sbírky povídek Syni etiudy (Modré etudy, 1923) a Osin’ (Podzim, 1924) mu přinesly příznivý ohlas kritiky. Své zkušenosti a pocity z práce důstojníka Čeky využil v románu Já (Romance) z roku 1924, jehož hlavní hrdina – hlava místního Čeky – ve jménu ideálů revoluce odsoudí svou matku k smrti, přitom však má trýznivé pocity a pochybnosti. Kritik Oleksandr Bileckyj ho díky tomuto textu nazval „zakladatelem skutečně nové ukrajinské prózy.“
Ve 20. letech 20. století plně podporoval a realizoval politiku „ukrajinizace“ a vystupoval proti rusifikačním tendencím. V několika článcích požadoval, aby nová ukrajinská literatura přestala napodobovat Moskvu, zbavila se "ruského dirigenta" a zaměřila se na Evropu ("Musíme skoncovat s kontrarevoluční myšlenkou vytváření ruské kultury na Ukrajině. Goethe, Darwin, Byron, Newton, Marx. To je Evropa, bez které se první falangy asijské renesance neobejdou," napsal třeba.). Hlásil se dokonce k provokativnímu heslu „Pryč od Moskvy!“ Vystupoval též proti tzv. rudé grafomanii a masismu, tedy profanaci umění a jeho redukci na ideologické služby straně a státní politice. Jeho postoj podporovali ukrajinští národní komunisté, literární skupina „neoklasiků“ vedená Mykolou Zerovem a široký okruh národně uvědomělých ukrajinských intelektuálů. Ovšem brzy se stal neúnosný pro Moskvu. Již 26. dubna 1926 Lazar Kaganovič a další členové Ústředního výboru moskevské bolševické strany kritizovali v dopise Chvyljovyje jako šiřitele protiruských nálad na Ukrajině. Dopis se stal signálem k širší kampani proti Chvyljovyjovi. Ve snaze zachránit VAPLITE před rozpuštěním byl Chvyljovyj v letech 1926-1928 nucen své názory veřejně odsoudit a vzdát se jich. V roce 1927 vojenská tajná služba GRU založila jeho svazek (S-183) a začala Chvyljovyje intenzivně sledovat.
Od prosince 1927 do března 1928 se Chvyljovyj léčil v Berlíně a ve Vídni. Navzdory tomu, že na Ukrajině musel odvolat své názory, evropská kultura ho nadchla. V korespondenci domů vyzýval všechny vaplitisty, aby jeli na západ a nasáli zde duch evropské kultury. V lednu 1928, před návratem na Ukrajinu, však musel v komunistických novinách odsoudit své heslo „Pryč od Moskvy!“ a zříct se ho. Po návratu publikoval hlavně v časopise Literarnyj jarmarok (1928-1930) a Prolitfront (1930-1931). Po zákazu obou časopisů se snažil psát ve stranické linii, ale byl sovětským režimem téměř zcela izolován od literárního života.
V dubnu 1933 tajná policie NKVD zatkla jeho přítele Jalovyje (zemřel ve vězení). Brzy byli zatčeni další spisovatelé. To Chvyljovyj neunesl a 13. května spáchal sebevraždu, manifestačně se zastřelil v domě ukrajinských spisovatelů Slovo. V dopise na rozloučenou napsal: ""Zatčení Jalovyje - to je vražda celé generace... Za co? Protože jsme byli ti nejupřímnější komunisté? Nechápu. (...) Dnes je krásný slunečný den. Miluji život - ani si neumíte představit jak moc. Dnes je třináctého. Pamatujete, že jsem byl zamilovaný do tohoto čísla? Strašně bolestivé... Ať žije komunismus. Ať žije socialistická výstavba. Ať žije komunistická strana." Jeho smrt se stala symbolem zhroucení ideologie národního komunismu a konce ukrajinského kulturního rozmachu 20. let, posléze nazvaného "popravené obrození".
Po jeho smrti byla jeho díla v Sovětském svazu zakázána. Jeho popravení přátelé byli většinou rehabilitováni na konci 50. let a od 60. let se o nich znovu diskutovalo, díla Chvyljovyje bylo paradoxně povoleno vydávat až na samém sklonku existence Sovětského svazu.